# Yeshe Tsangpo
Yeshe Tsangpo  (1415-1498) was een Tibetaans geestelijke.
Hij was de tiende Ganden tripa van 1492 tot 1498 en daarmee de hoofdabt van het klooster Ganden en hoogste geestelijke van de gelugtraditie in het Tibetaans boeddhisme.